# Tann (Rhön)

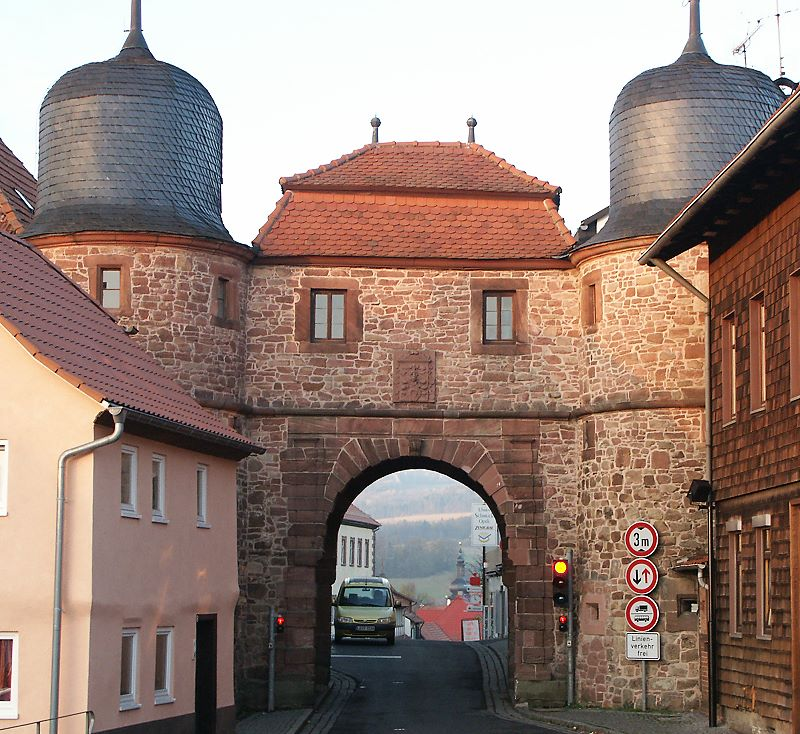
Porta di Tann (costruita fra il 1557 e il 1563)

Tann (Rhön) è una città tedesca di 4 565 abitanti,, situata nel land dell'Assia. 
Si trova sulle montagne del Rhön, 27 km a nord-est di Fulda. È una nota stazione termale sul fiume Ulster.